# Grupa lubuska
Grupa lubuska - stanowiska tej grupy datowane są od okresu wczesnorzymskiego, aż do początku młodszego okresu rzymskiego, kiedy zanikły pod wpływem naporu ludności kultury luboszyckiej. Grupa lubuska została wydzielona w wyniku nakładania się wpływów kultury przeworskiej oraz nadłabskiego kręgu kulturowego, a stanowiska tej kultury swym obszarem obejmowały na terenach środkowego i dolnego Nadodrza.